# Regra de Abegg
Em química, a Regra de Abegg estabelece que a diferença entre as valências máximas positivas e negativas é frequentemente oito. Em geral, para um dado elemento químico (como enxofre), a regra de Abegg diz que a soma do valor absoluto da sua valência negativa de máximo valor absoluto (-2 para enxofre no H2S) e sua valência positiva de valor máximo (6 para enxofre no H2SO4) é geralmente igual a 8. A regra foi formulada em 1904 pelo químico alemão Richard Abegg. Foi utilizado como base de argumentação no famoso artigo de Gilbert N. Lewis "O Átomo e A Molécula", um artigo que mais tarde inspirada Linus Pauling a escrever o livro de 1938 A Natureza da Ligação Química.
Lewis utilizou essa regra a desenvolver sua teoria do átomo cúbico, que mais tarde evoluiu para a regra do octeto. A Regra de Abegg é muitas vezes referida como "Lei da Valência e da Contravalência de Abegg".